# Yangmadao (sockenhuvudort i Kina, Shandong Sheng, lat 37,46, long 121,61)
Yangmadao (kinesiska: 养马岛, 养马岛街道) är en sockenhuvudort i Kina. Den ligger i provinsen Shandong, i den östra delen av landet, omkring 420 kilometer öster om provinshuvudstaden Jinan. Antalet invånare är 6 284. Befolkningen består av 3 133 kvinnor och 3 151 män. Barn under 15 år utgör 10,0 %, vuxna 15-64 år 76 %, och äldre över 65 år 12,0 %.
Runt Yangmadao är det tätbefolkat, med 982 invånare per kvadratkilometer. Närmaste större samhälle är Yantai, 15,1 km väster om Yangmadao. 
Genomsnittlig årsnederbörd är 743 millimeter. Den regnigaste månaden är juli, med i genomsnitt 227 mm nederbörd, och den torraste är januari, med 13 mm nederbörd.